# Pacetluky
Pacetluky (deutsch Patzetluk, früher Patzedluk) ist eine Gemeinde in Tschechien. Sie liegt sechs Kilometer nördlich von Holešov und gehört zum Okres Kroměříž.

## Geographie
Das Angerdorf Pacetluky befindet sich auf einem Pass in der Podbeskydská pahorkatina (Vorbeskidenhügelland). Nördlich erhebt sich die Tereza (312 m), im Nordosten die Olehlá (316 m) und der Ochozy (344 m), südöstlich die Pastviska (318 m), im Süden der Kamenec (295 m) sowie westlich der Hrad (363 m). Im Ort entspringen zwei Bäche; der Pacetlucký potok entwässert nach Südwesten und ein unbenannter Bach gegen Nordosten zur Kozrálka. Nordwestlich liegt das Waldgebiet Zámeček, das anteilig zu den Katastern von Pacetluky und Roštění gehört.
Nachbarorte sind Líšná, Kozrál und Turovice im Norden, Dřevohostice, Lipová und Křtomil im Nordosten, Prusinovice im Osten, Jankovice im Südosten, Tučapy und Bořenovice im Süden, Roštění im Südwesten, Kostelec u Holešova und Karlovice im Westen sowie Zámeček und Beňov im Nordwesten.

## Geschichte
Archäologische Funde belegen eine frühzeitliche Besiedlung des Gemeindegebietes. Dazu gehört u. a. eine der größten Fundstätten von Steinkeilen in Mähren.
Die erste urkundliche Erwähnung des zum Weichbild der Burg Prerau gehörigen Dorfes Pecotulcech erfolgte 1131 in einem Güterverzeichnis des Olmützer Bischofs Heinrich Zdik unter den Gütern des Prerauer Archidiakonats. Alten Überlieferungen zufolge sollen die Bewohner des Ortes während des Einfalls der Goldenen Horde in das Waldgebiet Kostelecký les nordwestlich des Ortes geflohen sein. Die Flurnamen Kača und Tereza sollen in jener Zeit entstanden sein. Nach der Einführung des Lehnsystems durch Bischof Bruno von Schauenburg wurden seit der Mitte des 13. Jahrhunderts u. a. die Herren von Sternberg, von Prusinowitz, von Víckov und von Zierotin mit dem Gut belehnt. Im Jahre 1270 wurde der Ort als Paczotluch, 1437 als Paczotluk, 1446 als Paczotluky und 1499 als Pacetluk bezeichnet. Auf halbem Wege nach Kozrál befand sich einst die Ansiedlung Lhota; sie erlosch zwischen 1368 und 1386 in einer nicht von Kriegen geprägten Zeit. Es wird daher angenommen, dass Lhota entweder durch einen Brand oder durch den Schwarzen Tod untergegangen ist. Die Wälder boten den Bewohnern auch während der Hussitenkriege Schutz, als die Aufständischen Kladeruby niederbrannten. Während des böhmisch-österreichischen Krieges entstanden 1468 am Bílý kopec und den Rýpaniny die lochy als Verstecke für das Korn. Diese im Sandstein eingerichteten und mit einem flachen Stein verschlossenen Speicher hatten eine Tiefe von vier Metern und eine Breite von reichlich anderthalb Metern.
Im Jahre 1499 verkaufte Archleb von Víckov die Fluren des wüsten Dorfes Lhota für 20 Scherf böhmischer Groschen an die Gemeinde Pacetluky. Ein großer Teil der Bewohner betrieb das Weberhandwerk. Die Weber gehörten ab 1554 zur Holleschauer Innung. Kardinal Franz Seraph von Dietrichstein schenkte das Gut zu Beginn des 17. Jahrhunderts dem Olmützer Kapitel mit der Auflage, die Einnahmen aus Pacetluk zur Unterhaltung der St.-Stanislaus-Kapelle im Olmützer Dom zu verwenden. Während des Dreißigjährigen Krieges retten die Bewohner ihr Hab und Gut vor den Schweden durch Flucht in die Wälder. Nach der Schlacht am Weißen Berge erwarb Zdeněk Vojtěch von Lobkowicz das Gut. Dessen Sohn Wenzel Eusebius von Lobkowicz verkaufte den Besitz 1650 an Johann von Rottal, der die Herrschaften Bistritz und Holleschau zu einer großen Herrschaft vereinigte. 1717 bildete sich in Prusinovice eine Weberinnung, der auch die Weber aus Bořenovice, Roštění, Kostelec, Líšná und Pacetluky angeschlossen waren. Die Frondienste der Bewohner von Pacžetluk wurden in der Mitte des 18. Jahrhunderts durch eine jährlich zu St. Johannis fällige Geldleistung abgelöst. Im Jahre 1775 bestand das Dorf aus 28 Anwesen; diese gliederten sich in elf Halbhüfner, zwei Gärtner, die örtliche Schänke, zwei Armenhäuser und zwölf Häuser auf gemeindlichem Grund. Das Kapitel unterwarf Pacetluk dem Bierzwang für Tršicer Bier und erteilte der Gemeinde die Schankgerechtigkeit. Der dreiseitige Dorfanger, in dessen Mitte sich ein gemauerter Glockenturm befand, war durch zwei Tore an den Wegen nach Prusinovice und Roštění geschützt. Das älteste Ortssiegel stammt vom Ende des 18. Jahrhunderts, er trägt die Umschrift PECZET. DIEDINY. PACETLUK. 1790 vererbte Franz von Rottal, der keine männlichen Nachkommen hatte, den Besitz an seinen Neffen Johann Nepomuk Wenger. Ihm folgte Jean Monte l´Abbate, von dessen Schwester ging der Besitz an ihren Gatten Olivier von Laudon über. Weitere Besitzer waren Ernst von Laudon und dessen Sohn Ernst Gideon von Laudon.
Nach der Aufhebung der Patrimonialherrschaften bildete Pačetluky / Patzedluk ab 1850 eine Gemeinde in der Bezirkshauptmannschaft Holleschau. Seit 1872 wurde der Ortsname Pacedluky und seit 1890 Pacetluky verwendet. Auf dem Bílý kopec bestand eine steinerne Windmühle, die später durch eine hölzerne ersetzt wurde. Das auf Grund veralteter Technik mit der aufblühenden Textilindustrie nicht konkurrenzfähige Weberhandwerk erlebte in dieser Zeit seinen Niedergang. Im Jahre 1890 gab mit Josef Šidlík aus Dubany der letzte Handweber das Gewerbe auf. 1897 entstand in Pacetluky eine einklassige Dorfschule, zuvor fand der Unterricht in Prusinovice statt. 1908 gründete sich der Schützenverein. Die Straße nach Prusinovice entstand 1910. Zwischen 1913 und 1914 wurden die Fluren zwischen Pacetluky und Prusinovice melioriert. Beim Zensus von 1921 lebten in den 51 Häusern des Dorfes 286 Personen, davon waren 211 Katholiken und 65 Protestanten. Die Gemeindebücherei wurde 1923 eingerichtet. Im selben Jahre erfolgte auch der Bau der Bezirksstraße nach Roštění. Elektrifiziert wurde das Dorf 1928. Die Windmühle stellte 1945 den Betrieb ein. 1946 gründete sich die Freiwillige Feuerwehr. 1961 wurde die Gemeinde dem Okres Kroměříž zugeschlagen. Der Dorfanger wurde in den 1970er Jahren zu einem Park umgestaltet. Seit der Schließung der Schule im Jahre 1973 sind die Kinder des Ortes wieder nach Prusinovice eingeschult. Die seit 1973 als verfallen bezeichnete Windmühle wurde 1982 nach Klobouky u Brna verkauft und dort bis 1985 denkmalschutzgerecht restauriert und aufgebaut. Ethnographisch gehört das Dorf zur Hanna.

## Wappen
Pacetluky führt seit 1999 ein Wappen und Banner. Es wurde vom Heraldiker Miroslav J. V. Pavlů entworfen und zeigt auf grünem, die Landwirtschaft symbolisierenden Schild eine goldene Garbe mit einem in silber, rot und schwarz, den Farben des Geschlechts der Víckovský von Víckov, gehaltenen Band. Zu beiden Seiten befinden sich zwei silberne Sensen.

## Ortsgliederung
Für die Gemeinde Pacetluky sind keine Ortsteile ausgewiesen. Zu Pacetluky gehört die Ortslage Dubany.

## Sehenswürdigkeiten
- Glockenturm an der Kapelle in Dubany, er entstand in den 1960er Jahren als Ersatz für den baufälligen Glockenturm auf dem Dorfanger
- Kapelle Mariä Himmelfahrt in Dubany, geweiht am 15. August 1946
- Steinernes Kreuz gegenüber der Schule, geschaffen 1909